# 미즈사와 후미에
미즈사와 후미에(일본어: 水沢 史絵, 1980년 1월 9일 ~ )는 일본의 여성성우, 배우이다. 도치기현 출신이며 소속은 아오니 프로덕션, 원래는 시그마 세븐 소속이였다.

## 내력
- 카츠타성우학원 15기생. 이후 노자와 마사코가 주재하는 극단 문라이트에 들어가 연극배우로 활동하지만, 2003년쯤부터 성우일도 시작한다. 2005년부터 시그마 세븐에 소속된다.
- 2008년 말에 건강악화로 병원에 입원 해, 목의 폴립 수술을 했었지만, 이후, 무사히 활동에 복귀하였다.
- 2011년 4월 17일, 자신의 블로그에다 결혼을 발표하였다.

### 친교관계
- 마츠키 미유와 친하고 라디오에서는 자주 입밖에 오르내리거나 게스트로 부르는 일도 많았고, 또 마츠키의 라이브에 게스트 출연한 적도 있다.
- 코시미즈 아미, 산페이 유코와는《교향시편 유레카 세븐》에서 같이 출연한 이래로 친교를 맺었다. 나이는 두 사람보다 6살 연상이지만(다만 성우경력으로는 코시미즈와는 동기이며, 산페이는 선배이다), 두 사람으로부터는 '후미에'라고 애칭으로 불리고 있다. 그 외에 오오우라 후유카, 나즈카 카오리, 요시다 사유리와도 친하며 블로그에 자주 오르내리거나 댓글을 남기기도 한다.
- 《하트캐치 프리큐어!》에서 같이 연기했던 하나사키 츠보미(큐어 블로섬)역에 미즈키 나나와는 나이와, 생일(같은 1월달)에 같은 소속사동기라서 오디션도 같이 보기도 했으며 1년간 함께 출연한 계기로 더욱 친교가 깊어졌다.

### 특색
- 어린 아이부터 소녀, 어른여성에 동물까지 여러 가지 역할을 연기한다. 또한 애니메이션에 한정하지 않고 버라이어티나 정보 프로그램등 나레이션을 맡는 일도 많다.
- 본래 목소리가 낮고 허스키해 그런 점에서 산페이 유코와 공통점이 있는데《미즈사와 후미에의 다른사람 집의 개》제22회에 산페이가 게스트 출연했을 때, 다른 한 명의 게스트인 코시미즈의 '최근 맑고 높은 목소리가 나오지 않아졌다'라는 발언을 듣고 이에 미즈사와가 '우리는 원래부터 나오지 않으니까'라고 말하며 부러움이 담긴 말을 했고 이에 산페이도 끄덕였다.

## 출연작
굵은 글씨는 주역 또는 주요 캐릭터

### TV 애니메이션
2004년
- 오토기조시 (미나모토노 히카루)

2005년
- 교향시편 유레카 7 (기젯트, 링크)
- 두 사람은 프리큐어 Max Heart (카가야마 미우)

2006
- 페이트 스테이 나이트 (미츠즈리 아야코)

2007년
- 로미오 x 줄리엣 (줄리엣 / 오딘)

2008년
- 광란가족일기 (모모쿠사 아이치)

2010년
- 하트캐치 프리큐어 (쿠루미 에리카 / 큐어 마린)

### 극장판 애니메이션
2008년
- 초코초코 대작전 (스매져 무어)

2009년
- 테일즈 오브 베스페리아 (샤스테일 아이히프)
- 프리큐어 시리즈
  - 극장판 프리큐어 올스타즈 DX2 희망의 별☆레인보우 쥬얼을 지켜라! (쿠루미 에리카 / 큐어 마린 / 큐어 마린(레인보우))
  - 극장판 하트캐치 프리큐어! 꽃의 도시에서 패션쇼...입니까?! (쿠루미 에리카 / 큐어 마린)
  - 극장판 프리큐어 올스타즈 DX3 미래에 닿아라! 세계를 잇는 무지개색☆꽃 (쿠루미 에리카 / 큐어 마린)